# باروک نسئه
باروک نسئه (انگلیسی: Baruc Nsue؛ زادهٔ ۲ نوامبر ۱۹۸۴) بازیکن فوتبال اهل اسپانیا است.
از باشگاه‌هایی که در آن بازی کرده‌است می‌توان به باشگاه ورزشی کیتچی اشاره کرد.
وی همچنین در تیم ملی فوتبال گینه استوایی بازی کرده‌است.